# Stade de Vallecas
 (avril 2025).
Le stade de Vallecas (en espagnol : Estadio de Vallecas), anciennement connu sous le nom stade Teresa Rivero est un stade multi-usage situé à Madrid en Espagne, dans l'arrondissement de Puente de Vallecas. 
Sa principale utilisation est d'accueillir les matches de football de l'équipe du Rayo Vallecano qui évolue en première division du championnat d'Espagne de football. D'une capacité de 14 708 spectateurs, le stade a été ouvert en 1976.
Il est accessible par la station Portazgo de la ligne 1 du métro de Madrid.